# Rychtal (gemeente)
De gemeente Rychtal is een landgemeente in het Poolse woiwodschap Groot-Polen, in powiat Kępiński.
De zetel van de gemeente is in Rychtal.
Op 30 juni 2004 telde de gemeente 4080 inwoners.

## Oppervlakte gegevens
In 2002 bedroeg de totale oppervlakte van gemeente Rychtal 96,75 km², waarvan:
- agrarisch gebied: 60%
- bossen: 35%

De gemeente beslaat 15,9% van de totale oppervlakte van de powiat.

## Demografie
Stand op 30 juni 2004:
| Omschrijving                   | Totaal | Totaal | Vrouwen | Vrouwen | Mannen | Mannen |
| ------------------------------ | ------ | ------ | ------- | ------- | ------ | ------ |
| eenheid                        | aantal | %      | aantal  | %       | aantal | %      |
| inwoners                       | 4080   | 100    | 2036    | 49,9    | 2044   | 50,1   |
| bevolkingsdichtheid (inw./km²) | 42,2   | 42,2   | 21      | 21      | 21,1   | 21,1   |

In 2002 bedroeg het gemiddelde inkomen per inwoner 1397,16 zł.

## Administratieve plaatsen (sołectwo)
Darnowiec, Ryniec, Krzyżowniki, Proszów, Rychtal, Sadogóra, Skoroszów, Stogniewice, Wielki Buczek, Zgorzelec.

## Aangrenzende gemeenten
Baranów, Bralin, Domaszowice, Namysłów, Perzów, Trzcinica, Wołczyn